# Vellevans
Vellevans é uma comuna francesa na região administrativa de Borgonha-Franco-Condado, no departamento de Doubs. Estende-se por uma área de 13,54 km². Em 2010 a comuna tinha 238 habitantes (densidade: 17,6 hab./km²).